# Ribeauvillé
Ribeauvillé (alzaško Rappschwihr, nemško Rappoltsweiler) je naselje in občina v severovzhodni francoski regiji Alzaciji, podprefektura departmaja Haut-Rhin. Leta 1999 je naselje imelo 4.929 prebivalcev.

## Geografija
Kraj leži na vzhodnem robu Vogezov 15 km severozahodno od Colmarja.

## Administracija
Ribeauvillé je sedež istoimenskega kantona, v katerega so poleg njegove vključene še občine Bergheim, Guémar, Hunawihr, Illhaeusern, Ostheim, Rodern, Rorschwihr, Saint-Hippolyte in Thannenkirch s 4.929 prebivalci.
Naselje je prav tako sedež okrožja, v katerem se nahajajo kantoni Kaysersberg, Lapoutroie, Ribeauvillé in Sainte-Marie-aux-Mines z 49.311 prebivalci.

## Zgodovina
V 8. stoletju poznan kot Rathaldovilare je kraj prešel od Baselskih škofov h gospodi Rappoltstein, eni od najimenitnejših v Alzaciji. Fevdni gospod Rappoltstein, imenovan »kralj piskačev« (Pfeiferkönig) je bil zaščitnik potujočih pevcev, v zameno za to pa so mu dajali določeno takso. Ob izumrtju družine 1673 je dolžnost kralja piskačev prešla na palatinske grofe Zweibrücken-Birkenfelda. Potujoči pevci so imeli v bližini kraja romarsko cerkev, posvečeno Materi Božji iz Dusenbacha. Vse do 19. stoletja je bil Ribeauvillé poznan pod imenom Rappoltsweiler.

## Zanimivosti
Ribeauvillé je delno obdan s starim obzidjem, znotraj katerega se nahajajo številne srednjeveške hiše in dve stari gotski cerkvi, posvečeni sv. Gregorju in sv. Avguštinu. Mestna hiša vsebuje pomembno zbirko starin. Carolabad, slan vrelec, ki je imel velik sloves v srednjem veku, je bil ponovno odkrit leta 1888, s čimer je Rappoltsweiler postal watering-place.
V bližini kraja se nahajajo ruševine treh gradov, Ulrichsburg, Girsberg in Hohrappoltstein, ki so nekdaj pripadali gospodi Rappoltstein.
- Notre-Dame de Dusenbach
- Ribeauvillé
- Ulrichsburg s sosednjega gradu Girsberg

## Pobratena mesta
- Landau in der Pfalz (Nemčija);